# Štikada
Štikada (serb. Штикада) – wieś w Chorwacji, w żupanii licko-seńskiej, w gminie Lovinac. Leży w regionie Lika. W 2011 roku liczyła 216 mieszkańców.

## Położenie
Leży około 15 kilometrów na południowy wschód od Lovinaca. Przez wieś przebiega droga krajowa Žuta Lokva – Otočac – Perušić – Gospić – Gračac (D50).